# Curs de filosofia positiva
El Curs de filosofia positiva (francès: Cours de Philosophie Positive) és un conjunt de textos escrits entre 1830 i 1832 pel filòsof de la ciència i fundador de la sociologia Auguste Comte. El filòsof francès hi descriu la perspectiva epistemològica del positivisme. Les seves obres van ser traduïdes a l'anglès per Harriet Martineau i condensades en el llibre introductori The Positive Philosophy of Auguste Comte, el 1853.
Els primers tres volums del Curs tracten sobretot les ciències físiques existents (matemàtiques, astronomia, física, química, biologia), mentre que els darrers dos volums emfatitzen la inevitable arribada de les ciències socials. Per la seva observació de la dependència mútua entre teoria i observació en ciència i classificant les ciències pel seu ús d'aquest mètode, Comte pot ser considerat el primer filòsof de la ciència en el sentit modern del terme. Segons la seva filosofia, les ciències físiques, necessàriament, havien d'arribar abans per tal que la humanitat, progressivament, aprengués a canalitzar els seus esforços envers una complexa "ciència reina" que tractaria la societat humana en si mateixa. Textos posteriors de Comte passarien a tractar amb més detall i definir els objectius empírics de la sociologia.

## Edicions en català
- Discurs sobre l'esperit positiu, precedit de les dues primeres lliçons del Curs de filosofia positiva, Laia, Barcelona 1982.